# Shicheng (socken i Kina, Sichuan)
Shicheng (kinesiska: 石城乡, 石城) är en socken i Kina. Den ligger i provinsen Sichuan, i den sydvästra delen av landet, omkring 280 kilometer nordost om provinshuvudstaden Chengdu. Antalet invånare är 13 762. Befolkningen består av 6 683 kvinnor och 7 079 män. Barn under 15 år utgör 18,0 %, vuxna 15-64 år 68 %, och äldre över 65 år 12,0 %.
Genomsnittlig årsnederbörd är 1 503 millimeter. Den regnigaste månaden är juli, med i genomsnitt 297 mm nederbörd, och den torraste är december, med 7 mm nederbörd.